# Strzemeszna Pierwsza
Strzemeszna Pierwsza [pronunciación en polaco: /stʂɛˈmɛʂna ˈpjɛrfʂa/] es un pueblo ubicado en el distrito administrativo de Gmina Czerniewice, dentro del condado de Tomaszów Mazowiecki, Voivodato de Łódź, en el centro de Polonia. Se encuentra a unos 5 kilómetros al este de Czerniewice, a 22 kilómetros al noreste de Tomaszów Mazowiecki, y a 54 kilómetros al este de la capital regional Łódź.